# Gudmundrå tingslag
Gudmundrå tingslag var ett tingslag vars område låg vid Storfjärdens inlopp norr om staden Härnösand i nuvarande Härnösands kommun.Tingsstället låg i Älandsbro.
Gudmundrå tingslags verksamhet överfördes den 1 september 1905 till Ångermanlands södra domsagas tingslag.
Tingslaget bildades 1757 genom en delning av Nora och Gudmundrå tingslag och hörde hörde i perioden 1811-1882 till Södra Ångermanlands domsaga och därefter till Ångermanlands södra domsaga.

## Socknar
Gudmundrå tingslag omfattade tre socknar.
- Gudmundrå
- Högsjö
- Hemsö (från 1845)